# Menendez: Blood Brothers
Menendez: Blood Brothers is een Amerikaanse televisiefilm uit 2017 geregisseerd door Fenton Bailey en Randy Barbato. De film vertelt het waargebeurde verhaal over de broers Lyle en Erik Menendez die hun ouders in 1989 hebben vermoord.
De film ging in de Verenigde Staten op 11 juni 2017 in première op televisiezender Lifetime.

## Verhaal
De film volgt het waargebeurde verhaal van de broers Lyle en Erik Menendez die in 1996 zijn veroordeeld voor de moord op hun ouders, José en Kitty Menéndez. Tijdens het strafproces beweerden de broers dat zij de moorden pleegden uit verdediging, omdat zij jarenlang mentaal en seksueel misbruikt werden door hun vader terwijl hun moeder de andere kant op keek. Toch kregen de broers levenslange gevangenisstraffen.

## Rolverdeling
| acteur              | personage              |
| ------------------- | ---------------------- |
| Nico Tortorella     | Lyle Menendez          |
| Myko Olivier        | Erik Menendez          |
| Courtney Love       | Marry "Kitty" Menendez |
| Benito Martinez     | José Menendez          |
| Meredith Scott Lynn | Leslie Abramson        |
| Alison Wandzura     | Jill Lansing           |
| Kai Bradbury        | Glenn Stevens          |
| Artine Brown        | Leslie Zoeller         |
| Ash Lee             | Lester Kuriyama        |
| Tom Belding         | mannelijk jurylid      |
| Angelo Renai        | zakenman               |

## Achtergrond
De televisiefilm werd geregisseerd door Fenton Bailey en Randy Barbato en is gebaseerd op het waargebeurde verhaal van de broers Lyle en Erik Menendez die hun ouders in 1989 vermoorde. De film werd in januari 2017 officieel aangekondigd door televisienetwerk Lifetime met Courtney Love in een van de hoofdrollen. Begin februari 2017 werden Nico Tortorella en Myko Olivier aan de televisiefilm toegevoegd in de hoofdrollen als Lyle en Erik Menendez. De opnames gingen diezelfde maand van start in Vancouver.
Op 18 mei 2017 werden de eerste bewegende beelden gedeeld in de vorm van een trailer. Een maand later, op 11 juni 2017, ging Menendez: Blood Brother in de Verenigde Staten in première op televisiezender Lifetime.